# Jan Chryzostom Pasek

Brasão de armas dos Pasek

Jan Chryzostom Pasek (Węgrzynowice, 1636 - Niedzieliszki, 1 de agosto de 1701) foi um nobre (szlachcic) e escritor na República das Duas Nações. Ele é mais conhecido por suas memórias (Pamiętniki), que são uma fonte histórica valiosa sobre a cultura barroca sármata e os acontecimentos na República das Duas Nações.
Nasceu em 1636 em Węgrzynowice perto de Rawa Mazowiecka em uma família da baixa szlachta. Freqüentou a escola dos jesuítas. Alistou-se no exército aos dezenove anos e por onze anos foi um soldado da República, onde lutou nas campanhas sob o comando do hetman Stefan Czarniecki contra a Suécia, na campanha da Dinamarca, participou da guerra e negociações com Moscou (onde ele foi membro da missão diplomática), lutou na rokosz de Jerzy Sebastian Lubomirski e contra o Império Otomano. Em 1667 casou e se estabeleceu em sua propriedade em Małopolska. Devido aos processos recebidos por seus constantes excessos e conflitos com seus vizinhos acabou por ser sentenciado ao exílio, mas a sentença nunca foi cumprida.
Quase no final de sua vida (por volta de 1690-1695) ele escreveu um diário autobiográfico, uma cópia do qual foi encontrada no século XVIII e impressa em 1821, o que fez de Pasek uma personalidade postumamente famosa. Em suas memórias, ele descreve em linguagem vívida o cotidiano da vida dos szlachcic, tanto no tempo de guerra quanto no de paz, com valiosas cenas de batalhas. Relata as guerras suecas e moscovitas do século XVII, os catastróficos últimos anos do reinado do Rei João II Casimir (1648-1668), o incompetente governo do Rei Michał Korybut Wiśniowiecki (1669-1673) e conclui sua narrativa com o esplêndido reinado do Rei Jan III Sobieski (1674-1696). Na primeira parte do diário (1656 - 1666), Pasek descreve a vida militar, mostrando as motivações básicas dos soldados, como a curiosidade, o desejo de fama e riqueza e o descaso pelos ensinamentos religiosos. Ao descrever a vida em tempo de paz (1667 - 1688), ele não vê nenhum problema com relação aos atos de servidão e opressão da classe social camponesa. Representando a antiga cultura dos sármatas, ele vê a classe social da szlachta como a única representante da República das Duas Nações.
Pasek faleceu em 1 de agosto de 1701 em Niedzieliszki.